# 神田沙也加
神田 沙也加（、1986年〈昭和61年〉10月1日 - 2021年〈令和3年〉12月18日）は、日本の女優、歌手、声優、YouTuber。
東京都世田谷区砧出身。グリーンパークミュージック、ファンティックを経て、最終所属はローブ。父は俳優の神田正輝、母は歌手の松田聖子、父方の祖母は女優の旭輝子、大叔父（旭の異父弟）は日劇ダンシングチームにいた杉嘉純、伯父（聖子の兄）はローブ社長の蒲池光久。

## 来歴

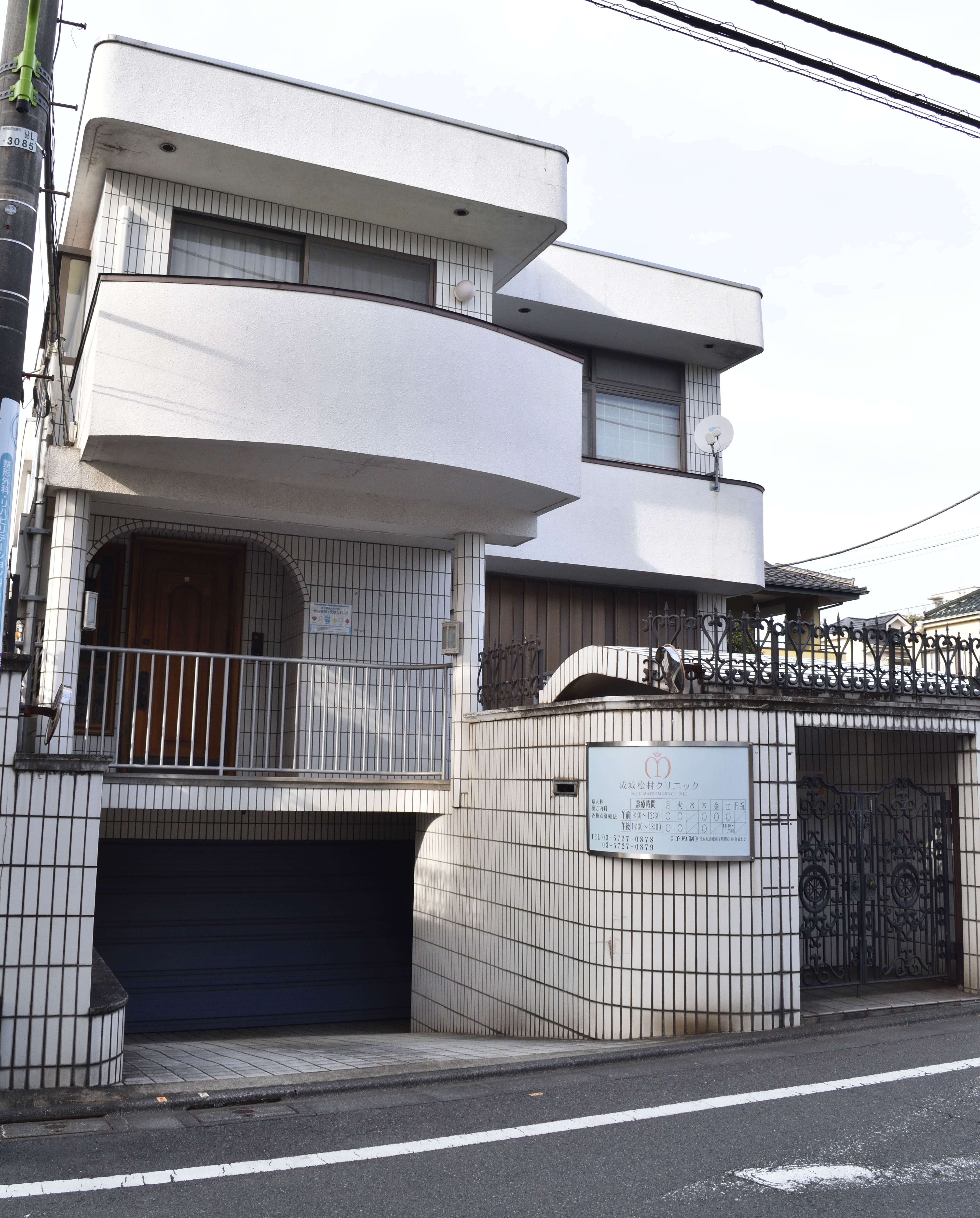
世田谷区砧の旧実家。2023年現在、婦人科クリニックが入居

1986年10月1日に東京都千代田区の東京逓信病院で誕生。両親が同年に東京都世田谷区砧に建てた家で育った。
1997年に両親が離婚。親権は母が持ったが、姓が変わって沙也加が混乱しないようにと神田姓で新たな戸籍を作った。
1999年8月、アメリカ・カリフォルニア州のロサンゼルスの日本人学校に通っていた頃、両親のことは明かさずにオーディションを受け、デビッド・グリーンスパン監督の短編映画『ビーン・ケーキ（おはぎ）』にヒロインの小学生役で出演。同映画は2001年に第54回カンヌ国際映画祭で短編パルムドール（短編部門の最高賞）を受賞した。
1999年12月、「ALICE」のペンネームで母・松田聖子の曲「恋はいつでも95点」（アルバム『永遠の少女』、シングル「20th Party」に収録）で初作詞。ALICEが神田であることは歌手デビュー後に公表された。ペンネームは母のヒット曲『時間の国のアリス』から取った。
2001年5月、江崎グリコ「アイスの実」のCMに「SAYAKA」の芸名で出演し、芸能活動を開始する。オリジナルCMソング「パラソルと約束」（SAYAKA作詞・杉真理作曲）の歌唱も担当した。（2022年11月に杉の企画アルバムに収録、初CD化）。
2002年5月9日、ソニー・ミュージックエンタテインメントから、『ever since』（フジテレビ系ドラマ『ビッグマネー!〜浮世の沙汰は株しだい〜』主題歌）で歌手デビュー。同年6月11日、さいたまスーパーアリーナで行われた母・松田聖子のコンサートに歌手・SAYAKAとしてゲスト出演し、デビュー曲「ever since」を披露した。
2003年9月、映画『ドラゴンヘッド』でヒロインを演じ、本格的に女優デビュー。同10月、TBSテレビドラマ『ヤンキー母校に帰る』に生徒役で出演。
2004年7月、約20倍のオーディションに勝ち残り、宮本亜門演出のミュージカル『INTO THE WOODS』で赤ずきん役を演じる。これが神田の初舞台であった。本人は当初、舞台経験のない自分が重要な役に抜擢（）されたことに懐疑的で、「親が有名人だから選ばれたのか」と宮本を問い詰めた。そこで宮本から貰った「ちゃんとあなたを見て選んだんだから、あなたはあなたのままで自信を持ってそこに立っていいんだよ」という言葉に救われ、舞台の仕事を中心に活動する今があるとのちのインタビューで明かしている。NHK総合テレビで稽古の様子などを追ったドキュメント番組『宮本亜門 17歳と跳ねる』が放送された。9月に『水戸黄門』の第33部最終回スペシャルに華原朋美、MEGUMIと助っ人出演。時代劇・水芸に初挑戦し、人気芸人少女役を演じた。3rdシングル「水色」から音楽活動も積極的に行った。
2005年5月21日、所属するファンティックの代表でもある祖母（松田聖子の母）名義のFAXでマスコミ各社あてに「高校卒業をひと区切りとし、この機会にゆっくりと時間をとっていろいろなことを勉強し、将来のことを考えたいという本人の意思により、SAYAKAとしての活動を停止させていただくことになりました」と声明文を送信して約1年半の間芸能活動を休止し、その間は海外へ行ってさまざまな作品を観たり、「将来自分が子どもを育てる時に賃金の尊さを教えたい」と考え、懐石料理店の仲居とダイニングバーのウエイトレスと2つのアルバイトを務めるなどした。
2006年4月、「上原純」のペンネームで母・松田聖子のシングル曲「bless you」と「WE ARE.」（PawPaw名義）で作詞、作曲を行う。上原純が神田であることは長らく明かされなかったが、2011年6月に自身のTwitterで公表する。上原純の名前は、当時好きだった漫画『グッドモーニング・コール』（高須賀由枝・作）の登場人物「上原久志」と「阿部順」の名前を合わせる形で付けた。
2006年12月に「神田沙也加」として芸能活動を再開することが『婦人公論』（2006年9月号）掲載の本人の手記その他で告知される。大地真央主演の舞台『紫式部ものがたり』（12月5日 - 28日・日生劇場）で芸能界復帰。テレビドラマ『たった一度の雪 〜SAPPORO・1972年〜』（2007年2月25日・北海道放送制作・TBS系全国放送）に出演した。
2011年4月20日にデビュー10周年を迎えるのを記念して約6年ぶりとなるアルバム『LIBERTY』をリリース。6月30日にSAYAKA KANDA 1st.LIVE ALIVE 2011「Sweet Liberty」を赤坂BLITZにて開催。12月31日に母とともに第62回NHK紅白歌合戦に初出場し、母と「上を向いて歩こう」をデュエットした。
2012年7月、テレビアニメ『貧乏神が!』（テレビ東京ほか）の艶光路撫子役で声優デビュー。1年以上前から女優業と並行して声優の専門学校に通った。
2012年11月4日、バンド「Silent Lily」としてシングル「少女シンドローム」を発売。
2014年3月14日、日本で公開されたミュージカル・アニメーション映画『アナと雪の女王』で王女・アナ役の日本語吹替えを好演、大ヒットに貢献し、歌唱・声・演技、あらゆる面で評価され一躍注目を浴びる。この年は第65回NHK紅白歌合戦に3年ぶり2度目の出場し、英語版でエルサを演じたイディナ・メンゼルとのデュエットで『生まれてはじめて』を披露した。大スターとして名を馳せていた母・松田聖子の娘であり、何かと「松田聖子の娘」として取り上げられることが多かった神田であったが、このヒットにより神田自身が母とは独立した才能をもつ芸能人あるいはアーティストとして認められた。
2014年4月23日、ギタリストのBillyと新ユニットTRUSTRICK結成を発表し、6月25日にデビューアルバム『Eternity』をリリースすることを発表。
2015年、小室哲哉、tofubeatsと、音楽ユニット「TK feat. TK」を結成。デビュー曲「♯RUN」（ハッシュラン）は、日本中央競馬会（JRA）の競馬サイト「umabi.jp」（10月12日に開設）のテーマソングとなり、10月26日に同サイトで公開された。この曲は、ネット配信ドラマ『走れ!サユリちゃん』（2015年11月27日配信開始、日テレ無料TADA / Umabi）の主題歌にも採用された。
2016年11月26日からスタートし、12月17日の中野サンプラザホールでファイナルを迎える「TRUSTRICK TRICK TOUR 2016」にTRUSTRICKの活動を休止。
2017年4月26日にInstagramで父と村田充の3ショット画像を公開し、村田と結婚することを表明。出会いは2016年夏の舞台『ダンガンロンパ THE STAGE〜希望の学園と絶望の高校生〜』の共演。
2017年5月1日、株式会社ファンティックに併設された芸能事務所・株式会社ローブへ移籍。代表取締役は蒲池光久が兼任。
2017年にInstagramおよび公式ブログにて村田充と新婚旅行も兼ねハワイで挙式したことを発表。父である神田正輝も出席した。
2017年5月13日、東京都内のレストランで、報道陣完全シャットアウトして結婚披露パーティーを開催。出席者は俳優、タレント仲間など関係者100人。主な出席者は、長谷川初範、大地真央・森田恭通夫妻、岡本玲、山崎静代、石田晴香、そしてテレビ番組『笑神様は突然に…』のテレビ共演がきっかけで、元々大ファンだったふなっしーも駆けつけ、短時間の滞在ながらも2人を祝福した。
2018年、長年の目標だったという第43回菊田一夫演劇賞を受賞。
2019年4月5日、2016年から活動を休止していたTRUSTRICKの解散を発表。
2019年6月、「Maison de FLEUR Petite Robe（メゾン ド フルール プチローブ）』（株式会社ストライプインターナショナル）内レーベル『Maison de FLEUR Petite Robe canone（メゾン ド フルール プチローブ カノン）』のコンダクター（プロデュース）を手掛けることを発表。8月から正式にブランドデビュー。
2019年12月4日、村田充と離婚していたことを双方のブログで報告。将来の子どものことについて双方で折り合いの付く答えが出ず、話し合いの末の円満離婚であるという。当初は仕事への影響に鑑みて2020年の年始に公表する予定だったが、週刊誌にリークされたことにより公表が早まった。
2020年9月22日、黒崎真音と音楽ユニットALICes（アリセス）結成を発表｡

### 急逝
2021年12月18日に北海道札幌市内の宿泊先ホテルで14階屋外スペースに倒れているところを発見され、意識不明の状態で市内の病院へ搬送されたが、21時40分に死亡が確認された。
神田は朝夏まなととのダブルキャストで主演を務めていたミュージカル『マイ・フェア・レディ』の正午公演に出演するため、ホテルモントレエーデルホフ最上22階スイートルームに滞在していたが、11時ごろになっても神田と連絡が取れなかった関係者から110番通報を受けた北海道札幌方面中央警察署がホテルを捜索し、約2時間後に14階屋外スペースで靴を履かず雪に埋もれ血を流して倒れた状態の神田を発見したが、既に心肺停止状態であった。北海道警は死因について高所から転落したことによる外傷性ショックと発表した。所属事務所は転落の原因について、故人の名誉と周囲の影響を踏まえて公表を控えるとした。
関係者によると、札幌公演に向かう前日に不調だった喉に関する診断が出ており、死去前日の17日に参加した稽古も喉の調子が悪かったことを気にして「手術をしなきゃいけないかも」と明かし、「もし歌えなくなったらどうしよう」と不安な思いを漏らしていたという。遺書は見つかっていないが、さまざまな思いなどがつづられた書き置きがホテル室内で見つかり、愛犬の死や恋などの悩みも書かれていたという。
所属事務所のローブは12月19日に公式ウェブサイトで、神田の死去を公表した。急死を受けて、公演主催の東宝演劇部は「公演の継続は困難」との判断により19・20日に予定されていた『マイ・フェア・レディ』札幌公演の中止を発表し、残りの日程は朝夏が主演を務めるもう一方のチームが全ての公演を行うという形で再開がされた。
12月19日に母親の所属事務所は「松田は、未だこの現実を受け止めることが出来ない状態です」と文書で説明し、グランドプリンスホテル新高輪で予定されていた当日のディナーショー公演を中止し、大阪で予定されていた4公演の中止も発表した。出場が決定していた第72回NHK紅白歌合戦も、12月22日にNHKから歌唱曲目の発表されたが、松田聖子のみ発表が見送られ、12月25日に出場辞退が発表された。
12月20日に父の神田正輝、母の松田聖子も現地に到着し、12月21日に密葬ののちに札幌市里塚斎場で火葬された。火葬後に斎場で神田正輝と松田聖子がそろって報道陣の囲み取材に応じた。所属事務所であったローブも公式ウェブサイトに「本日、ご親族のご希望により、密葬という形で家族にて葬儀を執り行わせていただきました」と発表した。
生前の出演作であった『IDOLY PRIDE』や『ソードアート・オンライン』、『アナと雪の女王』のディズニー・ジャパン、出演予定の舞台『銀河鉄道999 THE MUSICAL』は、公式サイト・公式Twitterにて追悼するコメントを発表した。
『マイ・フェア・レディ』で共演していた寺脇康文と別所哲也を始め、神田をミュージカル女優として見いだした宮本亞門、『アナと雪の女王』のエルサ役として共演した松たか子、元夫の村田充、中学時代の同級生だった三森すずこ、親友の中島美嘉、音楽ユニットALICesのパートナー黒崎真音、TRUSTRICKでコンビを組んでいたBilly、同ユニットに参加したSUGIZO、神田が大ファンだったふなっしー、神田が「芸能界における母」とも慕っていた大地真央、声優専門学校生時代の恩師である速水奨、舞台『Endless SHOCK』で共演した堂本光一、交際していた前山剛久、自身のブランドである Maison de FLEUR Petite Robe canone など、早すぎる死に対し各界からの追悼のコメント等が出ている。神田には愛犬がいたが元夫の村田が引き取る意向を見せ、2022年の時点ではインスタグラムなどで愛犬の世話をしていることを明かしており、引き取ったことが判明している。
厚生労働省は本件の報道に際し、メディア関係者に対して「著名人の自殺に関する報道にあたってのお願い」と称したリリースで、誘発的な自殺を防ぐ観点から「パパゲーノ効果」を意識するとともに『自殺報道ガイドライン』を遵守した報道を心掛けるよう要請している。これを受けてメディア各社は、記事や報道の末尾に支援策や相談先について各相談窓口を利用するよう呼びかけが行われている。一部『週刊文春』などがプライバシーをめぐる記事を掲載し、遺族の会見で一部報道陣の対応を批判する意見もあり、弁護士らで構成する「芸能人の権利を守る 日本エンターテイナーライツ協会」が声明で「国民の多くの方々は、各報道機関や週刊誌等に対して、ご遺族や関係者を苦しめるほどの取材も報道も一切期待していません。また、そのような記事の配信も期待しておりません」「芸能人が亡くなられた場合の取材、報道及び配信に関して、遺族やご関係者に配慮した一定のルールを作ることを強く期待します」と報道に対して苦言を呈している。
2022年1月30日、四十九日法要が執り行われた。参列したのは両親と祖母ら近しい親族の10名であったという。

## 人物
ロリータ・ファッションを好んで着用しており、雑誌『KERA』やブログ などでもロリータ姿を披露している。活動休止中の2005年に雑誌『KERA』で読者モデルとして「Lily（）」名で登場していたこともある。この名前は「ドリーミーな世界観」を意識して名付けた。スキンケアは従妹から勧められたLUSHを愛用している。
視力が0.1以下と悪く、普段はコンタクトレンズを装用していた。
ふなっしーの大ファンだった。ふなっしーとはテレビ番組『笑神様は突然に…』などで何度か共演していた他、DVDのナレーションも務めていた。子供のころからアニメやゲームが好きで、幼い頃からの『美少女戦士セーラームーン』のファンだった。2010年代でも深夜アニメを見たりアニメ雑誌をチェックしたりフィギュアを集めたり休日には秋葉原で過ごすなど、アニメ好きであった。
声優の三森すずこは中学時代の同級生。歌手の中島美嘉は親友だと話す。
芸能界入りする前からの大地真央のファンであり、共演など親しくなってからは「ママ」と呼ぶほどに慕っていた。
女優を目指したきっかけは人気ドラマ『家なき子』や『ガラスの仮面』でみせた安達祐実の迫真の演技だった。当時の安達について「自分と年齢も変わらない子がテレビの中でお芝居していて、初めて子役という存在を知った。すごくショックだった」と振り返った。安達祐実がガラスの仮面のドラマ内で自己暗示を掛けて女優として役になる時に発する「さあ、マヤ。仮面をかぶるのよ」は自身も役になりきる際に同セリフで暗示をかけている。
2021年6月13日放送の「行列のできる法律相談所」（日本テレビ系）に出演した際に「心を打たれた名セリフSP」と題し、出演者の人生を変えた名言が紹介された。神田は「ガラスの仮面」（テレビ朝日系）で流れた決めセリフを紹介した。憧れと語る女優安達祐実から名セリフを掛けられ感動をあらわにした。舞台もやりたいと思ったきっかけは12～3歳ぐらいの頃に大地真央が出演していた舞台『風と共に去りぬ』を観て、衝撃を受ける。それ以降、大地の芝居、ミュージカルも観るようになった。このことを「あの公演を観なかったら、今こうして私が舞台に立たせていただくことはなかっただろうなと思います。」と振り返っていた。

## 後任
神田の死後、生前の持ち役や出演予定だった作品を引き継いだ人物は以下の通り。
| 後任     | 役名     | 概要作品                     | 代役の初担当作品                                   |
| -------- | -------- | ---------------------------- | -------------------------------------------------- |
| 花總まり | メーテル | 『銀河鉄道999 THE MUSICAL』  | 初回公演                                           |
| 松田利冴 | ユナ     | 『ソードアート・オンライン』 | 『ソードアート・オンライン ラスト リコレクション』 |
| 清水理沙 | アナ     | 『アナと雪の女王』           | 『ディズニー・オン・アイス』2022年公演             |

『IDOLY PRIDE』の長瀬麻奈役は後任を立てず、生前の収録音声が継続して使用される。

## 受賞歴
- 2003年 - ネイルクィーン2003 アンダー17部門受賞[121]
- 2014年 - 平成26年度ゆうもあ大賞受賞[122]
- 2015年 - 第9回声優アワード主演女優賞受賞[123]
- 2016年 - BEAUTY WEEK AWARD 2016 キラキラウェーブ部門賞・ウェーブヘアスタイル賞受賞[124]
- 2018年 - 第43回菊田一夫演劇賞受賞（ミュージカル『キューティ・ブロンド』におけるエル・ウッズ役の演技に対して）[125]
- 2022年 - 第16回声優アワード特別功労賞[126]

## 作品

### シングル
|            | 発売日        | タイトル   | 規格品番  | 規格品番  | オリコン 最高位 | 収録アルバム |
| 初回限定盤 | 発売日        | タイトル   | 通常盤    |           | オリコン 最高位 | 収録アルバム |
| ---------- | ------------- | ---------- | --------- | --------- | --------------- | ------------ |
| 1st        | 2002年5月9日  | ever since | SRCL-5500 | SRCL-5501 | 5位             | Doll         |
| 2nd        | 2003年8月20日 | garden     | SRCL-5505 | SRCL-5506 | 13位            | Doll         |
| 3rd        | 2004年9月29日 | 水色       |           | SRCL-5827 | 16位            | Doll         |
| 4th        | 2005年1月19日 | 上弦の月   | SRCL-5847 | 32位      |                 | Doll         |

### アルバム

#### オリジナルアルバム
|         | 発売日         | タイトル             | 規格品番  | 規格品番  | オリコン 最高位 | 備考                   |
| DVD付盤 | 発売日         | タイトル             | 通常盤    |           | オリコン 最高位 | 備考                   |
| ------- | -------------- | -------------------- | --------- | --------- | --------------- | ---------------------- |
| 1st     | 2005年2月23日  | Doll                 |           | SRCL-5881 | 47位            | SAYAKA 名義            |
| 2nd     | 2011年4月20日  | LIBERTY              | PCCA-3385 | 78位      |                 |                        |
| 3rd     | 2022年12月14日 | LIBERTY ～memorial～ | PCCA-6164 |           | 19位            | 上述アルバムの追悼盤。 |

#### 企画アルバム
|              | 発売日         | タイトル                     | 規格品番     | 規格品番   | オリコン 最高位 |
| 此方乃サヤ盤 | 発売日         | タイトル                     | 彼方乃サヤ盤 |            | オリコン 最高位 |
| ------------ | -------------- | ---------------------------- | ------------ | ---------- | --------------- |
| 1st          | 2018年3月7日   | MUSICALOID #38               | QWCE-00674   | QWCE-00675 | 29位            |
| 2nd          | 2019年8月7日   | MUSICALOID #38 Act.2         | QWCE-00749   | QWCE-00750 | 37位            |
| 3rd          | 2021年5月19日  | MUSICALOID #38 Act.3         | PCCA-06028   | PCCA-06029 | 29位            |
| 4th          | 2022年12月14日 | MUSICALOID #38 Curtain Call! | PCCA-06172   |            | 15位            |

### キャラクターソング
| 発売日         | 商品名                                                                       | 歌 | 楽曲                                                                            | 備考                                                                         |
| -------------- | ---------------------------------------------------------------------------- | --- | ------------------------------------------------------------------------------- | ---------------------------------------------------------------------------- |
| 2014年5月3日   | アナと雪の女王 オリジナル・サウンドトラック -デラックス・エディション-       | アナ（神田沙也加）、幼いアナ（稲葉菜月）、子供時代のアナ（諸星すみれ）                                     | 「雪だるまつくろう」                                                            | アニメ映画『アナと雪の女王』挿入歌                                           |
| 2014年5月3日   | アナと雪の女王 オリジナル・サウンドトラック -デラックス・エディション-       | アナ（神田沙也加）、エルサ（松たか子）                                                                     | 「生まれてはじめて」 「生まれてはじめて（リプライズ）」                         | アニメ映画『アナと雪の女王』挿入歌                                           |
| 2014年5月3日   | アナと雪の女王 オリジナル・サウンドトラック -デラックス・エディション-       | アナ（神田沙也加）、ハンス王子（津田英佑）                                                                 | 「とびら開けて」                                                                | アニメ映画『アナと雪の女王』挿入歌                                           |
| 2015年4月22日  | アナと雪の女王 エルサのサプライズ：パーフェクト・デイ 〜特別な一日〜         | アナ（神田沙也加）、エルサ（松たか子）、オラフ（ピエール瀧）、クリストフ（原慎一郎）、オーケン（北川勝博） | 「パーフェクト・デイ 〜特別な一日〜」                                           | アニメ映画『アナと雪の女王 エルサのサプライズ』挿入歌                        |
| 2017年2月21日  | 劇場版 ソードアート・オンライン -オーディナル・スケール- Original Soundtrack | ユナ（神田沙也加）                                                                                         | 「Ubiquitous dB」 「longing」 「delete」 「Break Beat Bark!」 「smile for you」 | 劇場アニメ『劇場版 ソードアート・オンライン -オーディナル・スケール-』挿入歌 |
| 2017年10月11日 | 月の鏡                                                                       | テレサ（神田沙也加）                                                                                       | 「月の鏡」                                                                      | テレビアニメ『宇宙戦艦ヤマト2202 愛の戦士たち』エンディングテーマ            |
| 2018年3月14日  | アナと雪の女王/家族の思い出 オリジナル・サウンドトラック                     | アナ（神田沙也加）、エルサ（松たか子）、オラフ（ピエール瀧）                                               | 「お祝いの鐘」                                                                  | アニメ映画『アナと雪の女王/家族の思い出』挿入歌                              |
| 2018年3月14日  | アナと雪の女王/家族の思い出 オリジナル・サウンドトラック                     | オラフ（ピエール瀧）、エルサ（松たか子）、アナ（神田沙也加）、キャスト                                     | 「お祝いをしよう」                                                              | アニメ映画『アナと雪の女王/家族の思い出』挿入歌                              |
| 2018年3月14日  | アナと雪の女王/家族の思い出 オリジナル・サウンドトラック                     | アナ（神田沙也加）、エルサ（松たか子）、オラフ（ピエール瀧）、クリストフ（原慎一郎）                       | 「あなたといるだけで」                                                          | アニメ映画『アナと雪の女王/家族の思い出』挿入歌                              |
| 2019年11月22日 | アナと雪の女王2 オリジナル・サウンドトラック                                 | アナ（神田沙也加）、エルサ（松たか子）、オラフ（武内駿輔）、クリストフ（原慎一郎）                         | 「ずっとかわらないもの」                                                        | アニメ映画『アナと雪の女王2』挿入歌                                          |
| 2019年11月22日 | アナと雪の女王2 オリジナル・サウンドトラック                                 | アナ（神田沙也加）                                                                                         | 「わたしにできること」                                                          | アニメ映画『アナと雪の女王2』挿入歌                                          |
| 2021年3月3日   | First Step                                                                   | 長瀬麻奈（神田沙也加）                                                                                     | 「First Step」 「星の海の記憶」                                                 | 『IDOLY PRIDE』関連曲                                                        |
| 2021年10月27日 | IDOLY PRIDE Collection Album [奇跡]                                          | 長瀬麻奈（神田沙也加）                                                                                     | 「Precious」 「song for you」                                                   | 『IDOLY PRIDE』関連曲                                                        |

### その他参加作品
| 発売日         | 商品名                                                                   | 歌                                                           | 楽曲                           | 備考                                                                            |
| -------------- | ------------------------------------------------------------------------ | ------------------------------------------------------------ | ------------------------------ | ------------------------------------------------------------------------------- |
| 1992年12月2日  | Sweet Memories'93                                                        | 松田聖子 with Sayaka                                         | 「Twinkle Star, Shining Star」 | 当時6歳の神田と母親の松田聖子によるデュエットソング                             |
| 2011年4月27日  | 岡崎司 WORKS ベスト・オブ・ザ・劇団☆新感線 II                            | 神田沙也加                                                   | 「悲しいマリオネット」         | 舞台『薔薇とサムライ』より                                                      |
| 2012年5月2日   | 涙のしずく                                                               | 松田聖子、神田沙也加                                         | 「上を向いて歩こう」           |                                                                                 |
| 2012年10月17日 | 有形世界リコンストラクション                                             | 有形ランペイジ feat. 神田沙也加                              | 「二息歩行」                   | ボーカロイドのカヴァー                                                          |
| 2012年11月4日  | 少女シンドローム                                                         | Silent Lily                                                  | 「少女シンドローム」           |                                                                                 |
| 2017年4月4日   | スーパーダンガンロンパ 2 THE STAGE 2017オリジナルサウンドトラック        | 江ノ島盾子 VS 神田沙也加                                     | 「PSYCHO POP CANDY GIRL」      | 『スーパーダンガンロンパ 2 THE STAGE 2017』公演テーマソング                     |
| 2017年4月4日   | KOICHI DOMOTO 「Endless SHOCK」Original Sound Track 2                    | 堂本光一、神田沙也加、内博貴、辰巳雄大、越岡裕貴             | 「ONE DAY」                    | 舞台『Endless SHOCK』より                                                       |
| 2017年4月4日   | KOICHI DOMOTO 「Endless SHOCK」Original Sound Track 2                    | 堂本光一、屋良朝幸、植草克秀、神田沙也加、福田悠太、辰巳雄大 | 「ONE DAY -reprise-」          | 舞台『Endless SHOCK』より                                                       |
| 2019年9月25日  | ライザのアトリエ 〜常闇の女王と秘密の隠れ家〜 オリジナルサウンドトラック | 神田沙也加                                                   | 「虹色の夏」                   | ゲームソフト『ライザのアトリエ 〜常闇の女王と秘密の隠れ家〜』オープニングテーマ |
| 2021年1月20日  | 岡崎司 WORKS-3 ベスト・オブ・ザ・劇団☆新感線                             | 神田沙也加                                                   | 「SEVEN SHADOWS」              | 舞台『髑髏城の七人』より                                                        |
| 2021年6月16日  | bouquet                                                                  | toku feat. 神田沙也加                                        | 「ずるいよ、桜」               |                                                                                 |
| 2022年11月23日 | 杉真理 『Mr. Melody〜杉 真理提供曲集〜』                                 | SAYAKA                                                       | 「パラソルと約束」             | グリコ「アイスの実」広告曲                                                      |

### 楽曲提供
松田聖子
- 作詞（ALICE名義）
  - 恋はいつでも95点 - 「永遠の少女」収録
- 作詞・作曲（上原純名義）
  - bless you
  - WE ARE. - アニメ「タマ&フレンズ 探せ!魔法のプニプニストーン」主題歌

川島明
- 作詞
  - where are you - 「SLENDERIE ideal」収録

### 映像作品
- Dolls（2005年3月24日） - EAN 4988009025513

## 出演
主演作品は役名を太字で表示

### 映画
- ビーン・ケーキ（おはぎ）（1999年） - ヒロイン・三原およし 役[注 8]
- ドラゴンヘッド（2003年8月30日、東宝） - ヒロイン・瀬戸アコ 役[128]
- スクールウォーズ・HERO（2004年9月18日、松竹） - 和田道代 役
- イマドキジャパニーズよ。愛と平和と理解を信じるかい?（2008年3月1日、ネイキッド） - 主演・キョウコ 役
- 劇場版 さらば仮面ライダー電王 ファイナル・カウントダウン（2008年10月4日、東映） - ソラ 役[129]
- ゲキ×シネ「薔薇とサムライ」（2011年6月25日、ヴィレッジ） - ポニー・デ・ブライボン 役[130]
- アメイジング グレイス 儚き男たちへの詩（2011年8月13日、グアパ・グアポ） - 浅水シズク 役、主題歌「Amazing Grace」担当[131]
- 3D彼女 リアルガール（2018年9月14日、ワーナー・ブラザース映画） - えぞみち 役（声の出演）[132]

### テレビドラマ
- ヤンキー母校に帰る（2003年10月10日 - 12月12日、TBS） - 古賀なな恵 役 ※ SAYAKA名義[133]
- 水曜プレミア ドラマ特別企画「四分の一の絆」（2004年5月19日、TBS） - 西尾舞子 役 ※ SAYAKA名義
- 水戸黄門（TBS・C.A.L）
  - 第33部 第22話（2004年9月20日） - こずえ 役 ※ SAYAKA名義
  - 第37部 第14話「大食い男の恩返し・盛岡」（2007年7月9日） - おさき 役
- たった一度の雪 〜SAPPORO・1972年〜（2007年2月25日、HBC） - 主演・下村千穂 役
- 月曜ゴールデン「家庭教師が解く!2」（2014年11月10日、TBS） - 篠崎春香 役[134]
- 表参道高校合唱部!（2015年7月17日 - 9月25日、TBS） - 瀬山えみり 役[135]

### NHK紅白歌合戦出場歴
| 年度               | 放送回 | 回数 | 曲目             | 備考 |
| ------------------ | ------ | ---- | ---------------- | --- |
| 2011年（平成23年） | 第62回 | 1    | 上を向いて歩こう | 松田聖子と歌唱。 |
| 2014年（平成26年） | 第65回 | 2    | 生まれてはじめて | イディナ・メンゼルと歌唱。 企画コーナー 『みんなで歌おう!「アナと雪の女王」』。 正式な出場歌手扱い。ニューヨークから中継。 |

### バラエティ
- ディズニータイム（2003年 - 2004年、テレビ東京） - MC ※ SAYAKA名義
- DON!（2010年4月2日 - 2011年3月25日、日本テレビ） - 金曜レギュラー
- ザ・狩人 こちら地球情報局（2011年10月 - 2013年9月、読売テレビ） - カプリコ 役
- バイキング（2014年8月1日 - 29日、フジテレビ） - 夏休みスペシャルレギュラー[136]
- 音ボケPOPS（2019年8月3日 - 2020年9月26日 、TOKYO MX） - MC[137]

### ドキュメンタリー
- にんげんドキュメント『宮本亜門 17歳と跳ねる』（2004年6月18日、NHK） - 初舞台「INTO THE WOODS」を追ったドキュメンタリー
- Crossroad #49（2014年9月20日、テレビ東京）

### その他のテレビ
- 『生中継！第68回トニー賞授賞式』（2014年6月9日、WOWOW） - スタジオゲスト[138]
- 『WOWOWディズニー・スペシャル 第1弾「アナと雪の女王」がやってくる！』 - ナビゲーター
  - 『「アナと雪の女王」がやってくる！GWはディズニー・スペシャル！』（2015年4月18日、WOWOW）
  - 『今夜「アナと雪の女王」TV初登場！WOWOWディズニー・スペシャル完全ナビ』（2015年5月2日、WOWOW）
- アナ雪が100倍楽しくなる!!ディズニーの知られざる秘密スペシャル（2017年3月4日、フジテレビ） - ナビゲーター[139]
- 『FNS歌謡祭』（不定期出演、フジテレビ）[140]

### 配信番組
- 世界をマンガでハッピーに!〜セカハピ〜（2016年10月 - 、フジテレビオンデマンド） - MC[141]

### ミュージカル・舞台
- INTO THE WOODS（2004年6月9日 - 29日、新国立劇場中劇場） - 赤ずきん 役[19][20]
- 紫式部ものがたり- 中宮彰子 役
  - 紫式部ものがた（2006年12月5日 - 28日、日生劇場） [142]
  - 紫式部ものがたり（2008年3月3日 - 30日、大阪松竹座）
- 夏の夜の夢 - 女王付きの妖精（豆の花） 役
  - （2007年5月31日 - 6月17日、新国立劇場中劇場）[143]
  - 夏の夜の夢（2009年5月29日 - 6月14日、新国立劇場中劇場 / 6月27日、オーバード・ホール）[144]
- A MIDSUMMER NIGHT'S DREAM〜THEじゃなくてAなのが素敵〜（2008年6月7日 - 8日、北九州芸術劇場中劇場 / 6月13 - 15日、大阪梅田芸術劇場シアター・ドラマシティ / 6月22 - 29日、東京芸術劇場中ホール） - ハーミア 役
- ウィンドブロウ・コンサート「風の便り 手紙〜今伝えたい言葉がある〜」（2007年9月11日、東京オペラシティコンサートホール） - 「今宵満月」「見上げてごらん夜の星を」など5、6曲を披露[7]
- ウーマン・イン・ホワイト（2007年11月18日 - 12月2日、青山劇場 / 2007年12月22日 - 23日、愛知県勤労会館） - ローラ・フェアリー 役[145]
- 夢のひと（2007年12月14日 - 16日、吹田メイシアター / 12月19日、ももちパレス / 12月20日、音の泉ホール / 2008年1月9日 - 14日、サンシャイン劇場 / 1月17日 - 2月2日、北海道【全9ヵ所】） - 千代 役
- 朗読劇「LOVE LETTERS 19th Season」 - メリッサ 役
  - 朗読劇「LOVE LETTERS19th Season」（2008年7月29日、ル テアトル銀座）
  - 朗読劇「LOVE LETTERS 20th Anniversary Christmas Special」（2010年12月10日、PARCO劇場）[146]
- グリース（2008年10月20日 - 11月4日、青山劇場 / 11月14日 - 17日、シアターBRAVA!） - サンディ 役[147]
- AKURO 悪路（2008年11月29日 - 30日、新神戸オリエンタル劇場 / 12月5日 - 12日、東京芸術劇場中ホール） - ヒロイン・アケシ 役[148]
- レ・ミゼラブル - コゼット 役
  - レ・ミゼラブル（2009年3月3日 - 29日、中日劇場 / 4月11日 - 12日、石川厚生年金会館 / 4月17日 - 19日、まつもと市民芸術館 / 4月23日 - 26日、東京エレクトロンホール宮城 / 10月6日 - 11月20日、帝国劇場）[149]
  - レ・ミゼラブル（2011年4月12日 - 6月12日〈4月8日 - 10日：プレビュー公演〉、帝国劇場）[150]
- SHE LOVES ME（2009年12月12日 - 2010年1月31日、シアタークリエ） - ヒロイン・アマリア・バラッシュ 役[151]
- 薔薇とサムライ〜GoemonRock OverDrive（2010年3月18日 - 4月18日〈4月16日：プレビュー公演〉、赤坂ACTシアター / 4月27日 - 5月13日、梅田芸術劇場） - ポニー・デ・ブライボン 役[注 10]
- ピーターパン - ヒロイン・ウェンディ 役
  - ピーターパン（2009年7月22日 - 8月3日、東京国際フォーラムホールC / 8月29日 - 30日、梅田芸術劇場メインホール）[152][153]
  - ピーターパン（2010年7月19日 - 8月1日、東京国際フォーラムホールC / 8月7日 - 8日、梅田芸術劇場メインホール / 8月13日、中日劇場 / 8月19日、北九州芸術劇場大ホール / 8月22日、名取市文化会館大ホール）
  - ピーターパン（2011年7月20日 - 31日、東京国際フォーラムホールC / 8月18日、刈谷市総合文化センター大ホール / 8月20日 - 21日、兵庫県立芸術文化センターKOBELCO大ホール）
  - ピーターパン（2017年7月24日 - 8月3日、東京国際フォーラムホールC / 8月6日、静岡市清水文化会館大ホール / 8月12日 - 13日、梅田芸術劇場メインホール） [154]
- 朗読劇 私の頭の中の消しゴム - 薫 役
  - 朗読劇 私の頭の中の消しゴム1st letter（2010年5月27日、29日、ル テアトル銀座）
  - 朗読劇 私の頭の中の消しゴム 11th letter（2019年6月5日 - 7日、よみうり大手町ホール） [155]
- ファンタスティックス（2010年10月9日 - 31日、シアターコクーン） - ルイザ 役[24][156]
- ブロードウェイミュージカルライブ2011（2011年8月27・28日、新国立劇場中劇場）
- I LOVE YOU, YOU'RE PERFECT, NOW CHANGE（2011年10月8日 - 23日、東京グローブ座 / 10月27日、電力ホール / 11月3日、兵庫県立芸術文化センター / 11月5日、キャナルシティ劇場）[157]
- Endless SHOCK（2012年1月7日 - 31日、博多座 / 2月7日 - 4月30日、帝国劇場） - ヒロイン・リカ 役[158]
- ミュージカル「ひめゆり」 - 主演・キミ 役
  - ミュージカル「ひめゆり」（2012年7月5日 - 10日、シアター1010） [159]
  - ミュージカル「ひめゆり」（2014年7月17日 - 22日、シアター1010）
- 赤毛のアン（2012年8月11日、札幌市教育文化会館 / 8月12日、イズミティ21 / 8月13日、日本特殊陶業市民会館 / 8月14日、オリックス劇場 / 8月15日、上野学園ホール / 8月16日、福岡市民会館 / 8月19日、大宮ソニックシティ / 8月20日 - 21日、新宿文化センター） - 主演・アン・シャーリー 役[160]
- プロパガンダ・コクピット（2014年1月22日 - 26日、IMAホール） - ヒロイン・ユズ 役
- 博多座開場15周年記念「コロッケ薫風喜劇公演」（2014年5月4日 - 28日、博多座） - お蘭 役
- ダンガンロンパ  - 江ノ島盾子 役[注 11]
  - ダンガンロンパ THE STAGE〜希望の学園と絶望の高校生〜 （2014年10月29日 - 11月3日、日本青年館大ホール） [162]
  - スーパーダンガンロンパ2 THE STAGE さよなら絶望学園.（2015年12月3日 - 13日、Zeppブルーシアター六本木） - ??? 役（映像出演）
  - ダンガンロンパ THE STAGE〜希望の学園と絶望の高校生〜2016（2016年6月16日 - 26日、Zeppブルーシアター六本木 / 7月1日 - 2日、東海市芸術劇場 / 7月7日 - 10日、サンケイホールブリーゼ / 7月14日 - 16日、関内ホール大ホール） - 江ノ島盾子 役[163]
  - スーパーダンガンロンパ2 THE STAGE 2017 〜さよなら絶望学園〜（2017年3月30日 - 4月2日、森ノ宮ピロティホール） - 映像出演[164]
  - ダンガンロンパ3 THE STAGE〜The End of 希望ヶ峰学園〜（2018年7月20日 - 23日、サンシャイン劇場 / 7月27日 - 29日、森ノ宮ピロティホール / 8月3日 - 13日、ヒューリックホール東京） - 映像出演[165]
- ダンス・オブ・ヴァンパイア - ヒロイン・サラ 役
  - ダンス・オブ・ヴァンパイア（2015年11月3日 - 30日、帝国劇場 / 2016年1月2日 - 11日、梅田芸術劇場メインホール / 1月15日 - 17日、愛知県芸術劇場大ホール） - （舞羽美海とダブルキャスト）[166]
  - ダンス・オブ・ヴァンパイア（2019年11月5日 - 27日、帝国劇場） - （桜井玲香とダブルキャスト） [167]
- 1789 -バスティーユの恋人たち- - ヒロイン・オランプ・デュ・ピュジェ 役
  - 1789 -バスティーユの恋人たち-（2016年4月9日 - 5月15日、帝国劇場 / 2016年5月21日 - 6月5日、梅田芸術劇場） - ヒロイン・オランプ・デュ・ピュジェ 役[168]
  - 1789 -バスティーユの恋人たち-（2018年4月9日 - 5月12日、帝国劇場 / 6月2日 - 6月25日、 新歌舞伎座 / 博多座） - ヒロイン・オランプ ・デュ・ピュジェ 役（夢咲ねねとのダブルキャスト）[169]
- キューティ・ブロンド- 主演・エル 役
  - キューティ・ブロンド（2017年3月21日 - 4月3日、シアタークリエ / 4月5日 - 30日、全国公演） [170][171]
  - キューティ・ブロンド（2019年2月11日 - 28日、シアタークリエ / 3月14日 - 18日、梅田芸術劇場シアター・ドラマシティ / 3月3日 - 31日、全国公演） [172]
- 屋根の上のヴァイオリン弾き（2017年12月5日 - 29日、日生劇場 / 2018年1月3日 - 8日、梅田芸術劇場メインホール / 1月13日 - 14日、静岡市清水文化会館 / 1月19日 - 21日、愛知県芸術劇場 / 1月24日 - 28日、博多座 / 2月10日 - 12日、ウェスタ川越大ホール） - ホーデル 役
- マイ・フェア・レディ - 主演・イライザ 役（朝夏まなととのダブルキャスト）[173]
  - マイ・フェア・レディ（2018年9月16日 - 30日、東急シアターオーブ / 10月6日 - 7日、福岡 久留米シティプラザ ザ･グランドホール / 10月10日 - 11日、広島 上野学園ホール / 10月19日 - 21日、大阪 梅田芸術劇場メインホール / 10月24日 - 25日、愛知 日本特殊陶業市民会館 ビレッジホール / 10月31日 - 11月1日、大分 iichiko総合文化センター iichikoグランシアタ）[173]
  - マイ・フェア・レディ（2021年11月14日 - 28日、帝国劇場 / 12月4日、ウェスタ川越大ホール / 12月10日 - 11日、盛岡市民文化ホール） [174][52]
- SHOW BOY（2019年7月10日 - 28日、シアタークリエ）[175]
- プレミアム音楽朗読劇ヴァイサリオン VII「女王がいた客室（2020年2月27日・3月1日・3月4日、シアタークリエ） - エレオノーラ 役
- ローズのジレンマ（2021年2月6日 - 25日､ シアタークリエ / 2月27日 - 3月1日、新歌舞伎座 / 3月3日、刈谷市総合文化センター アイリス） - アーリーン 役[176]
- 王家の紋章（2021年8月5日 - 28日、帝国劇場 / 9月4日 - 26日、博多座） - ヒロイン・キャロル 役[177]

### ナレーション
- マンスリーTV「メダリストのDNA〜未来のスター3つの条件〜」（2014年5月9日、日本テレビ）
- 映画『ネイチャー』ブルーレイ&DVD（2014年11月16日） - メイキング映像ナレーション[178]
- 『未来シティ研究所』（2014年10月6日 - 2016年3月28日、テレビ東京） - ナビゲーター[179]
- BS民放5局共同特別番組『久米宏・未来への伝言 〜ニッポン100年物語〜』（2014年12月28日、BS日テレ・12月29日、BSフジ・12月30日、BS朝日・2015年1月2日、BSジャパン・1月3日、BS-TBS） - 共通オープニングナレーター
- プラネタリウム『ニュージーランド 世界一の星空を求めて』（2015年3月7日 - 6月7日、コニカミノルタプラネタリウム“満天”in Sunshine City / 3月14日 - 6月15日、コニカミノルタプラネタリウム“天空”in 東京スカイツリータウン） - ナレーション[180]
- 東北発☆未来塾スペシャル『響け！歌声のチカラ〜モリクミと90人の合唱団〜』（2015年3月7日、NHKEテレ） - 語り手
- NHK全国学校音楽コンクール関連番組
  - SEKAI NO OWARI 中学生に贈る『プレゼント』（2015年5月30日、NHK総合）
  - SEKAI NO OWARI×中学生 “プレゼント”がくれたもの（2015年9月22日、NHK総合）[181]
- ふなっしーDVD ふなのみくす（2013年7月26日発売）
  - ふなのみくす2 〜ナッシーバカンス沖縄篇〜（2015年6月24日発売）[108]
  - ふなのみくす3 〜ナッシーバカンス北海道篇〜（2016年1月27日発売）
  - ふなのみくす4 〜ナッシーバカンス岩手篇〜（2018年4月18日発売）
  - ふなのみくす5 ～ナッシーバカンス熊本･大分篇～（2019年4月17日発売）
  - ふなのみくす6 ～ナッシーバカンス広島篇～（2020年5月27日発売）
  - ふなのみくす7 ～ナッシーバカンス高知篇～（2021年7月7日発売）
- 美の巨人たち（2017年10月7日 - 2019年3月30日 、テレビ東京）[182]
- じぶんBELIEVER（2017年10月13日 - 12月22日、TBS）[183]
- オルセー美術館特別企画 ピエール・ボナール展（2018年9月26日 - 12月17日、国立新美術館） - 音声ガイド

### テレビアニメ
2012年
- 貧乏神が!（艶光路撫子）

2015年
- 銃皇無尽のファフニール（篠宮都）

2017年
- コンビニカレシ（真四季みはる）

2018年
- 3D彼女 リアルガール（2018年 - 2019年、えぞみち） - 2シリーズ
- 宇宙戦艦ヤマト2202 愛の戦士たち（2018年 - 2019年、テレサ） - 2017年劇場先行公開

2020年
- ソードアート・オンライン アリシゼーション War of Underworld（ユナ）

2021年
- IDOLY PRIDE（長瀬麻奈）

### Webアニメ
- オラフのアドバイス（2014年、主演・アナ）

### 劇場アニメ
- GAMBA ガンバと仲間たち（2015年、潮路[188]）
- 劇場版 ソードアート・オンライン -オーディナル・スケール-（2017年、ユナ[189]）
- 宇宙戦艦ヤマト2202 愛の戦士たち（2017年、テレサ[190]）
- ムーミン谷とウィンターワンダーランド（2017年、ナレーション）

### ゲーム
2015年
- ディズニー マジックキャッスル マイ・ハッピー・ライフ2（アナ）

2017年
- ディズニー マジックキャッスル マイ・ハッピー・ライフ2： エンチャンテッドエディション（アナ）
- ニューダンガンロンパV3 みんなのコロシアイ新学期（赤松楓）
- LET IT DIE（瀬戸際子）
- ソードアート・オンライン（2017年 - 2021年、ユナ） - 6作品
- 黒騎士と白の魔王（リゼット）
- 蒼焔の艦隊（朱眞弥生）

2019年
- キングダム ハーツIII（アナ）

2021年
- IDOLY PRIDE（長瀬麻奈）

### 吹き替え
- アナと雪の女王（2013年 - 2020年、主演・アナ[197]） - 6作品[一覧 3]
- シュガー・ラッシュ:オンライン（2018年、アナ[199]）

### ドラマCD
- コンビニカレシ 「三島春来と本田塔羽の場合」（2015年、真四季みはる）
- デルフィニア戦記 「戦女神の祝福」（2018年、リィ）

### オーディオブック
- Musio I:電脳メイロ（2017年、主演・メイロ）

### ラジオ
- オールナイトニッポン（ニッポン放送）
  - SAYAKAのオールナイトニッポンいいネ!（2003年8月12日）[200]
  - SAYAKAのオールナイトニッポンR（2004年10月1日）
  - 神田沙也加のオールナイトニッポンGOLD〜アナとエルサのフローズンファンタジースペシャル〜（2015年1月16日）
- GOLDEN 4 EGGS 〜神田沙也加 GIRL'S TALK〜（2012年4月3日 - 2017年3月28日、NACK5　甲斐名都の後任）
- 神田沙也加 Ripple Lip（2017年4月2日 - 2021年9月26日、NACK5）

### CM
- 江崎グリコ
  - 「アイスの実」
    - とびこみ台編（2001年5月 - ）
    - 15の夏編（2002年5月 - ）[201]
    - スケボー編（2003年4月 - ）

  - 「ジャイアントカプリコ」
    - 列車編（2001年10月 - ）
    - ジャイアントスマイル編（2002年10月 - ）

  - 「パナップ」ぶどう踏み編（2002年3月 - ）
  - 「熟カレー」（松田聖子と共演）[202]
    - 夏・うち来る編（2002年5月 - ）
    - 19日・うち来る編（2002年6月 - ）
    - 熟カレーの唄編（2003年4月 - ）
- シェリング・プラウ「コパトーン」[203] 犬のさそい編（2002年4月 - ）
- 大京「ライオンズマンション」（松田聖子と共演）
  - 私たちはライオンズマンション編（2004年4月 - ）
  - クオリティズインパクト編（2005年1月 - ）
  - 幸せは家の中にある編（2005年1月 - ）
  - 地球編（2005年4月 - ）
- トリンプ「AMO'S STYLE」夢みるブラでがんばれ編（2004年7月）
- サミー「SEVEN SAMURAI 20XX（2003年12月 - ）[204] - ゲーム版「七人の侍」シンボルキャラクター
- 金冠堂「金柑のど飴」（2004年09月 - ）
- 映画「マンマ・ミーア!」（松田聖子と共演）（2009年01月）
- シュワルツコフヘンケル「Diosa」（松田聖子と共演）「パオン ディオーサ クリーム リニューアル登場編」（2012年10月 - ）
- アサヒフードアンドヘルスケア「キレイな間食」 「がんばるって甘酸っぱい」編 （2014年9月 - ）[3][205]
- アース製薬
  - 「アース渦巻香」（2015年5月 - ）
  - 「スッキーリ!」（2016年）
- バンダイナムコエンターテインメント「アイカツ! My No.1 Stage!」（2015年7月 - ）
- タマホーム「ハッピーソング 神田沙也加編」（2015年9月14日 - ）
- 明色化粧品「明色brilliant colors」ブランドイメージモデル
  - 明色オーガニックローズ（2016年1月 - ）
  - DETクリア「DETクリア ピーリングジェリー」（2016年3月 - ）[206]
  - モイストラボBBシリーズ（2016年5月 - ）
- au×HAKUTO MOON CHALLENGE ローバーフライトモデル（2016年）アンバサダー[207]
- アリシアクリニック（2017年 - 2018年11月） ※ 関東限定 [208]
- SoftBank「真夏のバッキャロー」編（2019年8月1日 - ）[209][210]

他

### イベント・ライブ
- 2003年9月7日、「garden's party」（渋谷ネプシス）[211]
- 2003年10月28日、「セイコマツダ キモノ」2004年新作ショー[212]
- 2003年12月20日、「ディズニープリンセス・クリスマスパーティー」 - ゲスト出演[213]
- 2004年10月3日、「シークレットライブ」（原宿YMスクエア1階広場）[214]
- 2011年6月30日、SAYAKA KANDA 1st LIVE ALIVE 2011「Sweet Liberty」(赤坂BLITZ)[215]
- Angelic Pretty - ゲストモデル
  - 2011年12月14日、Angelic Pretty 10th Anniversary Party「Memorial Twinkle Night」
  - 2012年12月7日、「星降る夜のFantasic Party」Lily名義（Silent Lilyとしてライブも）
  - 2013年12月2日、「星降る夜のGlorious Night Carnival」（Lily名義での参加）
  - 2014年12月15日、「星降る夜の Princess Dreamy Carnival 〜夢見るプリンセスたちの星夜会〜」（TRUSTRICKとして参加）
  - 2015年12月7日、「星煌く Luminous Night Festival★ 〜Angelic Pretty 15th Anniversary〜」（TRUSTRICKとして参加）
- 2012年3月22日、ドリームクリエイター主催「皆で作る文化祭ドリクリコンベンション」内「歌ってみたコンテスト」 - MC
- 2013年9月15日、「東京ランウェイ2013 AUTUMN／WINTER」- 「Oui, Ayano Ruban」 - ゲストモデル
- 2014年12月20日、ライヴ「alan symphony 2014〜asian future〜」（日本青年館大ホール） - ゲスト出演
- 2015年7月8日、ユミカツラ50周年＆リーガロイヤルホテル80周年記念パーティー - ゲストモデル[216]
- 2015年11月11日、丸の内消防署一日署長[217]
- 2015年12月7日、25ans（ヴァンサンカン）創刊35周年イベント「プリンセス美容博覧会」[218]
- 2019年9月1日、プレミアイベント「MUSICALOID #38 彼方と此方の其方 (アチラトコチラノソチラ)」（新宿ReNY）
- 2020年7月5日、Precious Moment (TBS ACTシアター)
- 2020年11月28日、「IDOLY PRIDE-VENUS STAGE/RE:BEGINNING」（幕張メッセイベントホール）
- 2021年6月13日、MUSICALOID #38 Act.3 発売記念オンラインライブ〜彼方と此方と其方〜（アチラトコチラトソナタ）

### 雑誌モデルなど
- 読者モデル
  - KERA（ジャックメディア）
  - ゴシック&ロリータバイブル（季刊）
- カタログモデル
  - Angelic Pretty（アンジェリックプリティ）「2013年冬の新作カタログ出演」
  - Secret Honey（シークレットハニー）「2015 Autumn.Winterイメージモデル（Disney Collection）」
- イメージモデル
  - PUTUMAYO×AMNESIA - 主人公（2013年）

### その他ディズニー関係
- 東京ディズニーランド「フローズンファンタジー・グリーティング」（アナ[219]）
- 映画『イントゥ・ザ・ウッズ』（宣伝ナビゲーター[220]）
- ディズニー・オン・アイス「アメイジング アニバーサリー（日本公演30周年記念）」（アナ）
- 東京ディズニーランド「ディズニー・クリスマス・ストーリーズ」（アナ）
- 東京ディズニーランド「フローズンファンタジー・パレード」（アナ）

## ファッションプロデュース
- 2011年、『AMALIA Rose（アマリアローズ）』（株式会社フローレス、株式会社Allegretto）設立。期間限定プロデュース。
- 2019年6月、『Maison de FLEUR Petite Robe（メゾン ド フルール プチローブ）』（株式会社ストライプインターナショナル）内レーベル『Maison de FLEUR Petite Robe canone（メゾン ド フルール プチローブ カノン）』コンダクター（プロデューサー）就任[221]。

## 書籍
- Dollygirl（2015年1月23日、宝島社）[222]
- Saya Little Player（2018年2月15日、マガジンハウス）[223]